# Sigmund von Sallwürk
Ernst Sigmund von Sallwürk (geboren 12. April 1874 in Baden-Baden; gestorben 6. Dezember 1944 in Halle (Saale)) war ein deutscher Maler und Grafiker.

## Leben
Sigmund von Sallwürk war ein Sohn des Pädagogen Ernst von Sallwürk und über dessen Schwester Julie auch Vetter der Künstler Otto und Hellmut Eichrodt. Er besuchte das Gymnasium in Karlsruhe und studierte Malerei an der Kunstakademie Karlsruhe bei Leopold von Kalckreuth als dessen Meisterschüler und in München an der privaten Kunstschule von Friedrich Fehr. Von Sallwürk lebte ab 1903 als akademischer Kunstmaler in Halle und fertigte Porträts. Von Sallwürk war auch als Illustrator von Büchern tätig. 1940 erhielt er von Heinrich Winkelmann den Auftrag für eine Gemäldefolge von Personen aus der Geschichte des Bergbaus für das Deutsche Bergbau-Museum Bochum.

Werke (Auswahl)
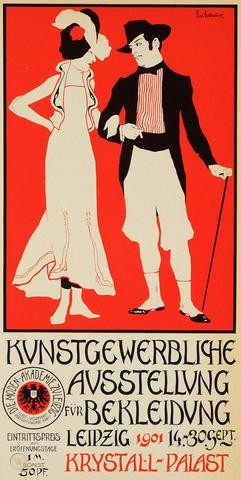
Plakat 1901
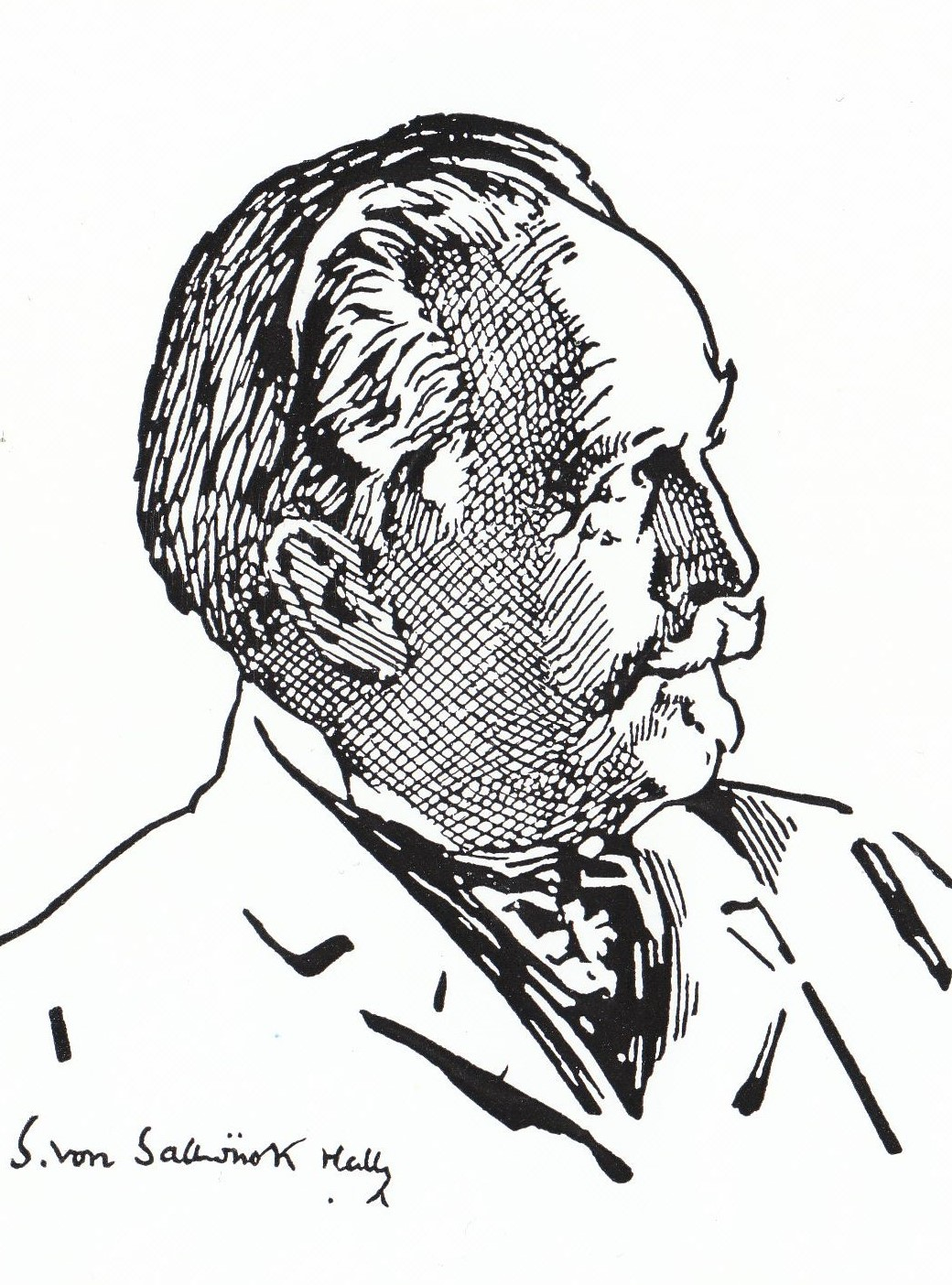
Karl May (postum)
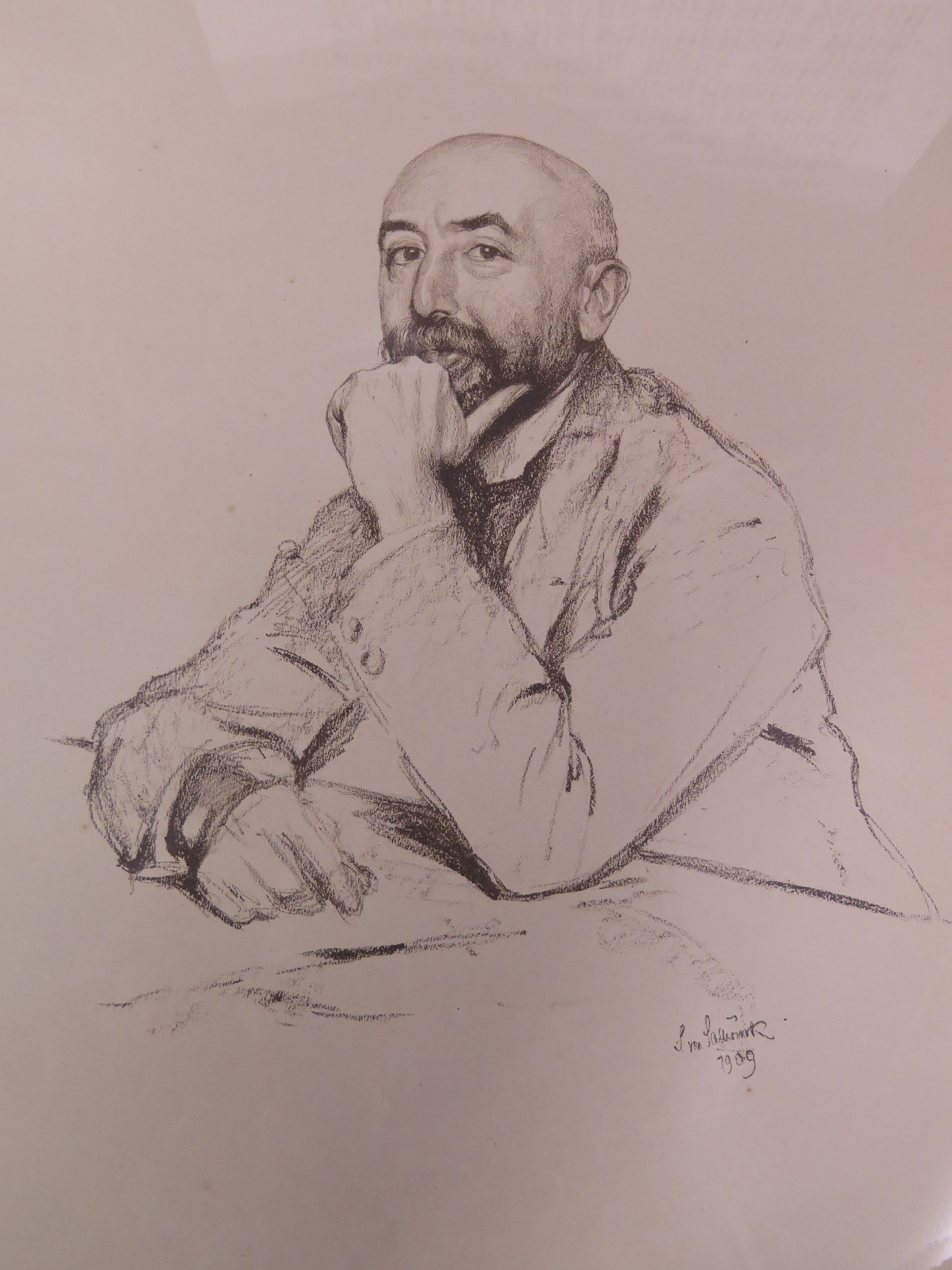
Porträt von Adolph Goldschmidt
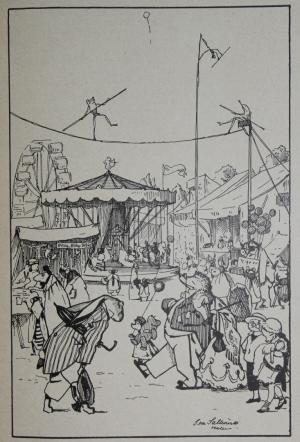
Illustration zu Martin Frey, Bunte Welt